# Carl Palmer
Carl Palmer (nascido Carl Frederick Kendall Palmer, em 20 de março de 1950, em Handsworth, Birmingham, Inglaterra) é um percussionista e baterista britânico. Palmer é veterano em várias bandas britânicas, incluindo The Crazy World of Arthur Brown, Atomic Rooster, Emerson, Lake & Palmer e Asia. Também contribuiu em trabalhos de Mike Oldfield. É frequentemente creditado como um dos maiores e mais influentes bateristas de rock de todos os tempos, votado durante toda a década de 70 melhor baterista do ano no Reino Unido pelo jornal Melody Maker, desbancando nomes como John Bonham, Roger Taylor e Billy Cobham, além de mais de 20 prêmios ao longo das décadas. Embora possua longo currículo caracterizando-o como um dos melhores bateristas do mundo, por ter integrado bandas com trajetórias instáveis, não é tão citado atualmente entre o grande público.
Um ponto de confusão em sua carreira é relacionado com seu trabalho no The Crazy World of Arthur Brown. Ele foi baterista durante a turnê do grupo, mas não participou do álbum auto intitulado da banda, cargo ocupado por Drachen Theaker. Entretanto, o medo em voar de Theaker o impossibilitava em realizar turnês com o grupo, tarefa passada então para Palmer.
Seguido de sua saída do The Crazy World of Arthur Brown, Palmer juntou-se a Vincent Crane para formar o Atomic Rooster. Tocou somente em um álbum antes de sua saída para o Emerson, Lake, and Palmer. Palmer permaneceu na banda até o fim em 1979. Seguiu com uma nova banda P.M. e deixou posteriormente o projeto em favor do Asia, com antigos membros do Yes, King Crimson e The Buggles. Palmer e Emerson reuniram-se novamente, dessa vez com o guitarrista e vocalista Robert Berry, para formar o 3, lançando um álbum sem sucesso em 1988.
Palmer reuniu-se para reformular o ELP em 1992 para Black Moon e In the Hot Seat em 1994. Seguido do final definitivo do ELP em 1998, e do High Voltage Festival em 2010, Palmer continua a realizar turnês com sua própria banda tocando versões de músicas do ELP.
Apesar de nenhuma das bandas em que Palmer foi integrante estar no Hall da Fama do Rock and Roll em Cleveland, a bateria de Palmer está presente, após ter sido comprada e doada por Ringo Starr.